# Agent Orange (groupe)
Pour les articles homonymes, voir Agent orange (homonymie).
Agent Orange est un groupe de punk rock américain, originaire de Placentia, en Californie. 

## Biographie
Agent orange est formé en 1979, et est le premier groupe à mêler punk rock et surf music.
La formation originale comprend Mike Palm à la guitare et au chant, Steve Soto à la basse, et Scott Miller à la batterie. Ils attirent l'intérêt avec la sortie du single Bloodstains, qui apparait dans leur EP 7" en 1980. Une version démo de la chanson a été donnée à Rodney Bingenheimer, DJ à la chaine de radio de Pasadena KROQ-FM, qui l'inclura dans la compilation Rodney on the ROQ publiée au label Posh Boy Records. Leurs chansons Fire in the Rain, Bite the Hand that Feeds et So Strange sont utilisées dans le film d'horreur Pale Blood.
Avec James Levesque à la basse (remplaçant Soto, qui quittera le groupe pour former the Adolescents), le groupe enregistre son premier album, Living in Darkness, avec Brian Elliot, mieux connu pour le single Papa Don’t Preach de Madonna. L'album est publié chez Posh Boy en novembre 1981 et comprend une autre nouvelle version du single Bloodstains, plus tard incluse dans le jeu Tony Hawk's Pro Skater 4. Un EP 12", Bitchin' Summer, suit en 1982 chez Posh Boy.
Après avoir signé au label Enigma Records, le groupe publie un autre EP 12", When You Least Expect It... en 1983, suivi par un deuxième album, This Is the Voice, publié en 1986. En 1988, l'ancien bassiste de Social Distortion, Brent Liles, remplace Levesque, et l'année suivante, Derek O'Brien (également ancien membre de Social Distortion et D.I.) remplace Miller à la batterie. 
En 1991, Restless Records publie l'album live Real Live Sound enregistré au Roxy à Hollywood le 21 juillet 1990. Il est le seul album à faire participer la formation Palm/Liles/O'Brien. Sam Bolle remplace Liles en janvier 1992, qui reste dans le groupe jusqu'en mai 2003 se joindre au groupe de Dick Dale. Un troisième album studio, Virtually Indestructible, est publié en 1996 au label Gunka Disc. L'album fait participer le batteur Charlie Quintana (ex-The Plugz, puis futur membre de Social Distortion).
Greatest and Latest - This, That-N-The Other Thing, une compilation qui comprend des versions réenregistrées, est publiée en 2000 au label Cleopatra Records, et fait participer Bolle à la basse et Steve Latanation à la batterie. Latanation et Dusty Watson joueront aussi de la batterie jusqu'en 2008. En 2006, Perry Giordano se joint à la basse. En 2009, le groupe recrute le batteur Dave Klein, ancien membre de groupes comme The Bomboras, Ghastly Ones et The Seeds/Sky Saxon. L'ancien bassiste Liles décède le 18 janvier 2007, et l'ancien bassiste James Levesque décède le 19 octobre 2014.
Le morceau Bored of You, de leur album Living in Darkness, apparaîtra dès septembre 2013 dans le jeu Grand Theft Auto V.

## Membres

### Membres actuels
- Mike Palm - guitare, chant (depuis 1979)
- Perry Giordano - basse, chant (depuis 2003)
- Dave Klein - batterie, chant (depuis 2003)

### Anciens membres
- Scott Miller - batterie (1979-1989)
- Steve Soto - basse (1979)
- James Levesque - basse (1979-1988)
- Brent Liles - basse (1988-1992)
- Derek O'Brien - batterie (1989-1991)
- Tim Riley - basse (1990)
- Scotty Lund - batterie (1991-1995)
- Sam Bolle - basse (1991-2003)
- Charlie Quintana - batterie (1996-2003)

## Discographie

### Albums studio
- 1981 : Living in Darkness
- 1986 : This Is the Voice
- 1996 : Virtually Indestructible

### EP
- 1980 : Bloodstains
- 1982 : Bitchin' Summer
- 1983 : When You Least Expect It...

### Singles
- 1981 : Everything Turns Grey
- 1986 : Secret Agent Man
- 1990 : Eldorado Found: The Lost 12th Song
- 1992 : The Electric Storm
- 1997 : Bloodstains

### Albums live
- 1991 : Real Live Sound

### Compilations
- 2000 : Greatest & Latest - This, That-N-The Other Thing
- 2003 : Sonic Snake Session
- 2004 : Blood Stained Hitz
- 2008 : Surfing to Some F#*ked Up S@!t

### Apparitions
- Bloodstains sur Rodney sur the ROQ (1980, Posh Boy Records)
- Mr. Moto sur Rodney sur the ROQ - Volume 2  (1981, Posh Boy Records)
- Everything Turns Grey sur Posh Hits Vol. 1 (1982, Posh Boy Records)
- Out of Limits et Surf Beat sur What Surf (1983, What Records?)
- Bloodstains sur Blood on the ROQ! (1983, Quiet)
- Shakin' All Over sur Flipside Vinyl Fanzine Vol 2 (1984, Flipside Records/Gasatanka)
- Surfbeat '85 sur What Surf II (1985, Iloki Records)
- Fire in the Rain sur River's Edge (1987, Enigma Records)
- It's in Your Head sur Under Cover Original Motion Picture Soundtrack (1987, Enigma Records)
- Pipeline sur The Allnighter - Original Soundtrack (1987, Chameleon Records)
- Out of Limits sur What Surf III (1988, Iloki Records)
- Bloodstains et Misirlou sur The Best of Rodney on the ROQ (1989, Posh Boy Records)
- Everything Turns Grey et Pipeline sur Posh Boy • The Singles Vol. One (1990, Posh Boy Records)
- Tiki Ti sur Attack of the New Killer Surf Guitars (1997, Shanachie Records)
- On a Plain sur Smells Like Bleach - A Punk Tribute to Nirvana (2000, Cleopatra Records)
- Seek and Destroy sur A Punk Tribute to Metallica (2001, Cleopatra Records)
- Everything Turns Grey sur Freddy Got Fingered (2001, Restless Records)
- Bloodstains sur Punk and Disorderly (2001, Cleopatra Records)